# Мёртвая голова Лахесы
Мёртвая голова Лахесы (лат. Acherontia lachesis) — крупная массивная бабочка с размахом крыльев до 13 см, из семейства бражников (Sphingidae). Один из трёх видов рода Acherontia, очень редко встречающийся в пределах России — на юге Приморья, в Хасанском районе.
Отличительной особенностью является характерный рисунок на груди, напоминающий человеческий череп.

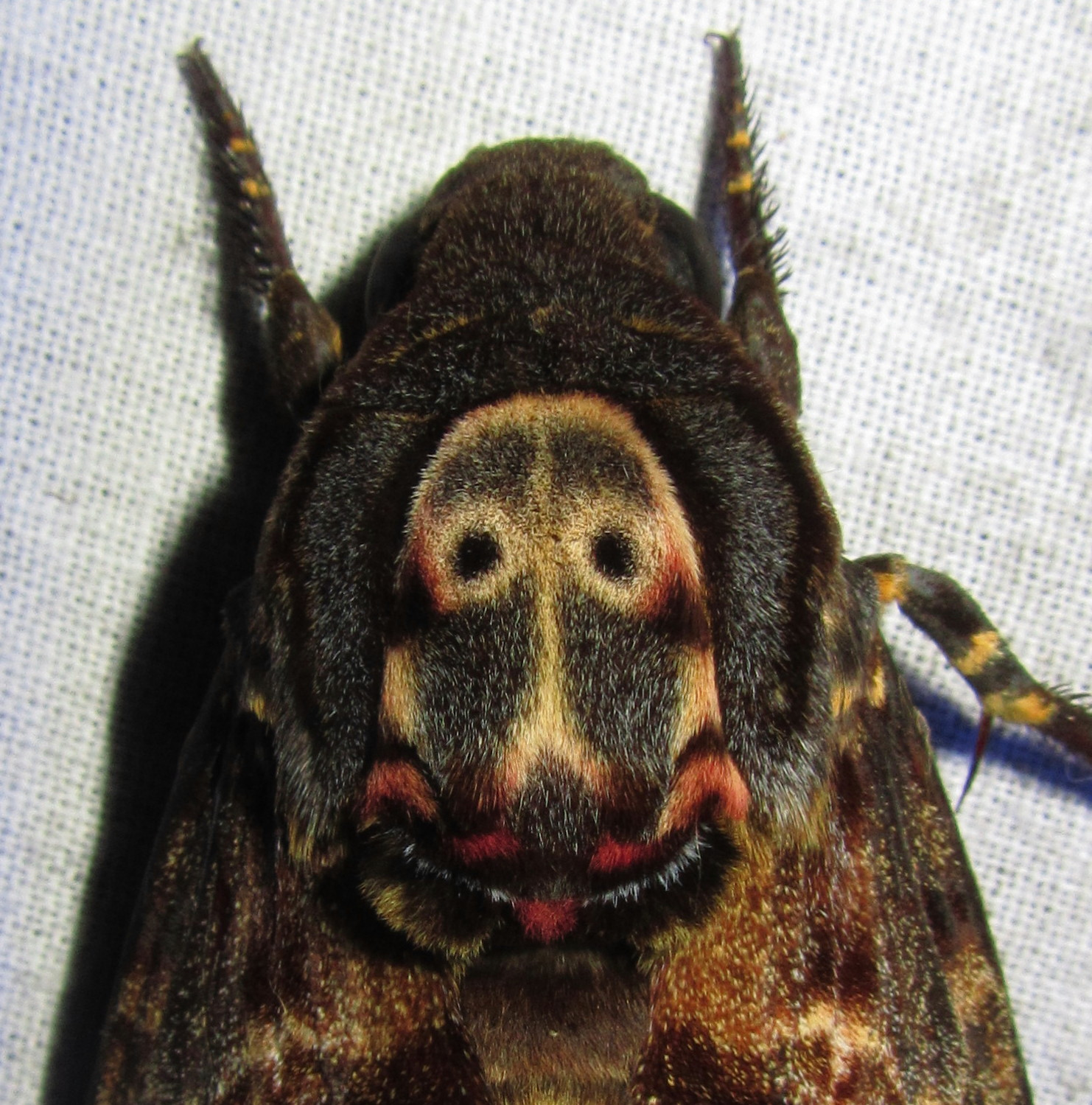
Характерный рисунок «черепа» крупным планом

## Этимология и таксономия
Латинское биноминальное название Acherontia lachesis восходит к греческой мифологии. Ахеронт в мифологии — одна из 5 рек в подземном царстве мёртвых, также слово «Ахерон» употреблялось для обозначения глубины и ужасов преисподней.
Лахесис (греч. Λάχεσις, «Судьба») — имя одной из 3 мойр, которая предопределяла судьбу жизни (длину нити).
Acherontia lachesis является представителем рода Acherontia, который выделяют в трибу Acherontiini (Boisduval, 1875). Родство между родами в пределах трибы полностью не исследовано.
Филогения вида представлена на схеме справа.
В настоящее время выделяют два подвида: Acherontia lachesis lachesis и Acherontia lachesis diehli Eitschberger, 2003, описанный с Филиппин.

## Описание

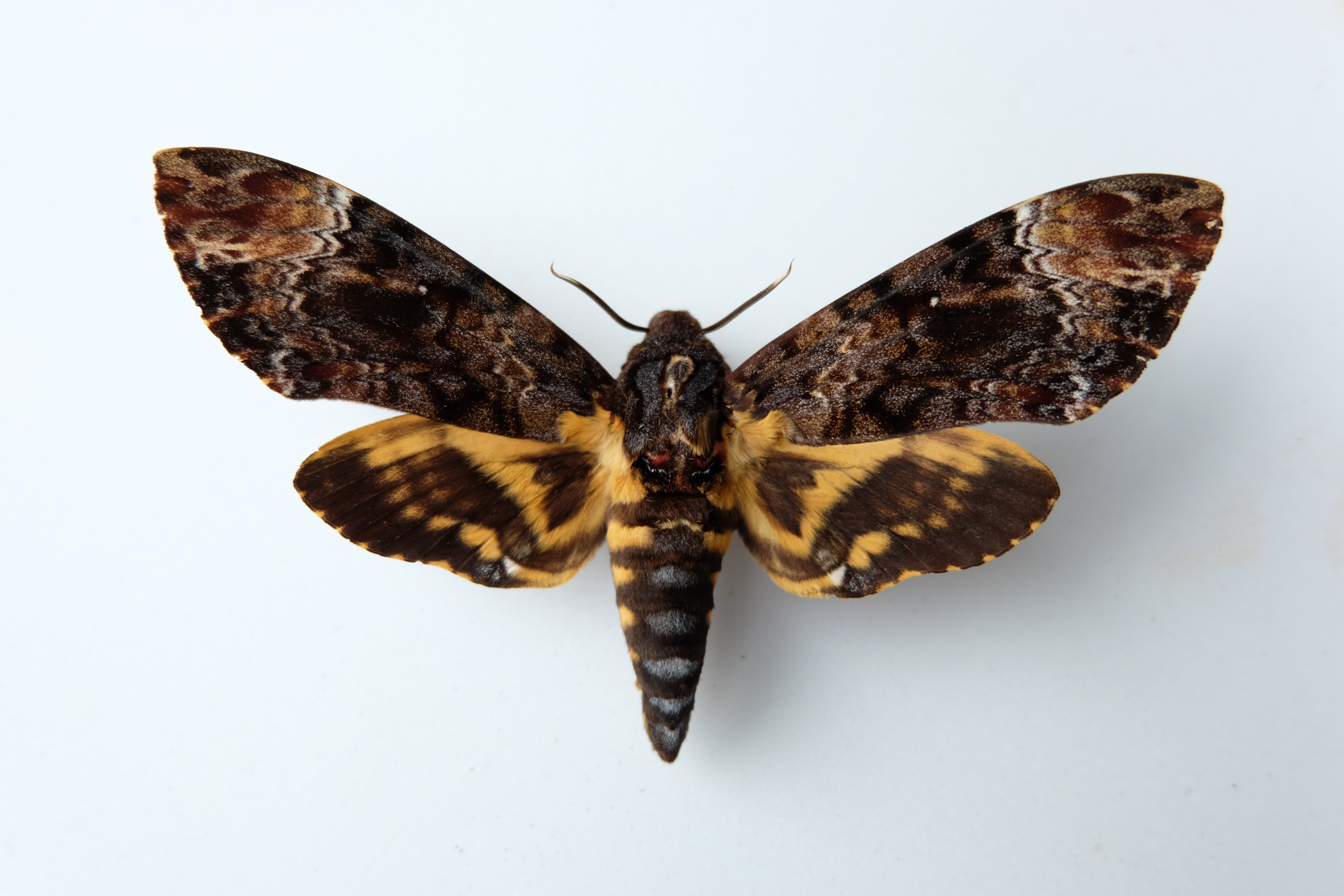
Самец

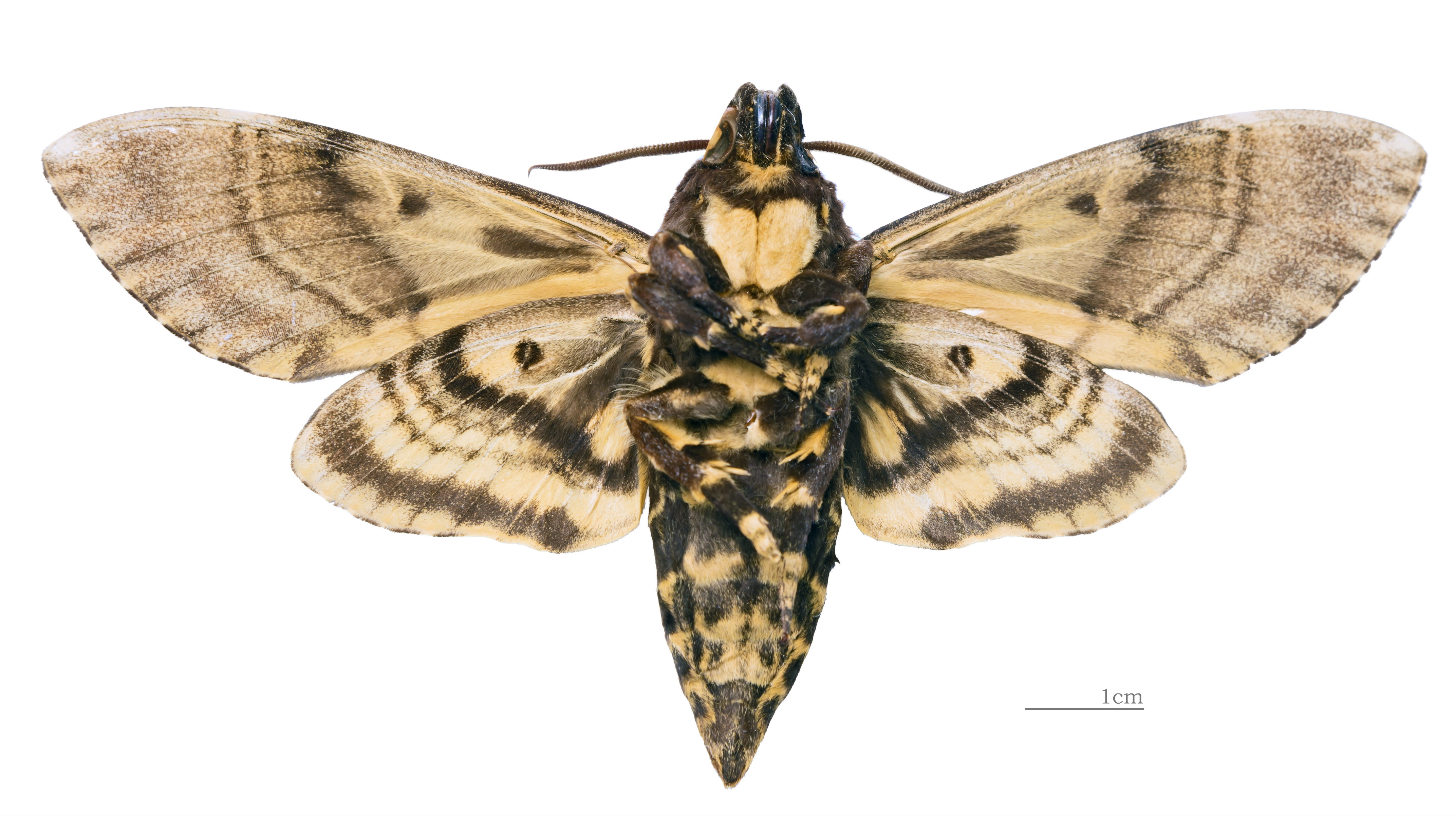
Самка, нижняя сторона крыльев

Размах крыльев самцов 87—110 мм, самок 100—132 мм. Передние крылья имеют приострённую вершину, их наружный край — ровный. Окраска передних крыльев является изменчивой и у раных особей может отличаться различной степенью интенсивности рисунка, наличием либо отсутствием пятен и тёмных полос. В большинстве случаев передние крылья буро-чёрного цвета, местами чёрные, сложно разрисованные, волнистыми полосами. Задние крылья охристо-жёлтого цвета с двумя чёрными поперечными полосами. Посредине спинки имеется красновато-желтая фигура, напоминающая череп с черными глазницами. Брюшко жёлтое, в черных полукольцах по переднему краю сегментов и голубовато-серой продольной полосой. Хоботок короче груди, толстый, покрыт ресничками. Губные щупики плотно прижаты к голове. Усики короткие, стержневидные, резко сужены и слегка изогнуты перед вершиной.
От распространённого в Европе бражника мёртвая голова отличается более насыщенной и яркой окраской, вытянутой формой «черепа», красновато-коричневой или красновато-кирпичной окантовкой снизу «черепа», наличием небольших синих пятен на нижних крыльях и более крупными размерами.

## Ареал
Вид встречается на территории Японии (острова Хонсю, Сикоку, Кюсю, Цусима),  Корейского полуострова, Китая, Тайваня, Непала, Индии, Вьетнама, Шри-Ланки, Малайзии, Индонезии, Филиппинских островов. Очень редко мигрирующие особи могут встречаться в пределах России — на юге Приморья, в Хасанском районе.

## Биология
Время лёта бабочек происходит с конца июля до середины августа. Бабочки активны в сумерках и в первой половине ночи. Их часто привлекают искусственные источники света, к которым прилетают не только самцы, но и самки готовые к откладыванию яиц. Дополнительное питание играет важную роль в поддержании жизни бабочек, а также в созревании яиц у самок. Короткий и толстый хоботок служит для питания вытекающими древесными соками, а также соками повреждённых и перезревших плодов и фруктов. Однако, к питанию последними бабочки прибегают крайне редко. Охотно поедают мёд, проникая в гнёзда медоносных пчёл, где прокалывают ячейки сот хоботком. Во время питания бабочки предпочитают садиться на субстрат, а не зависать в полёте, как делают многих другие виды бражников.

## Жизненный цикл

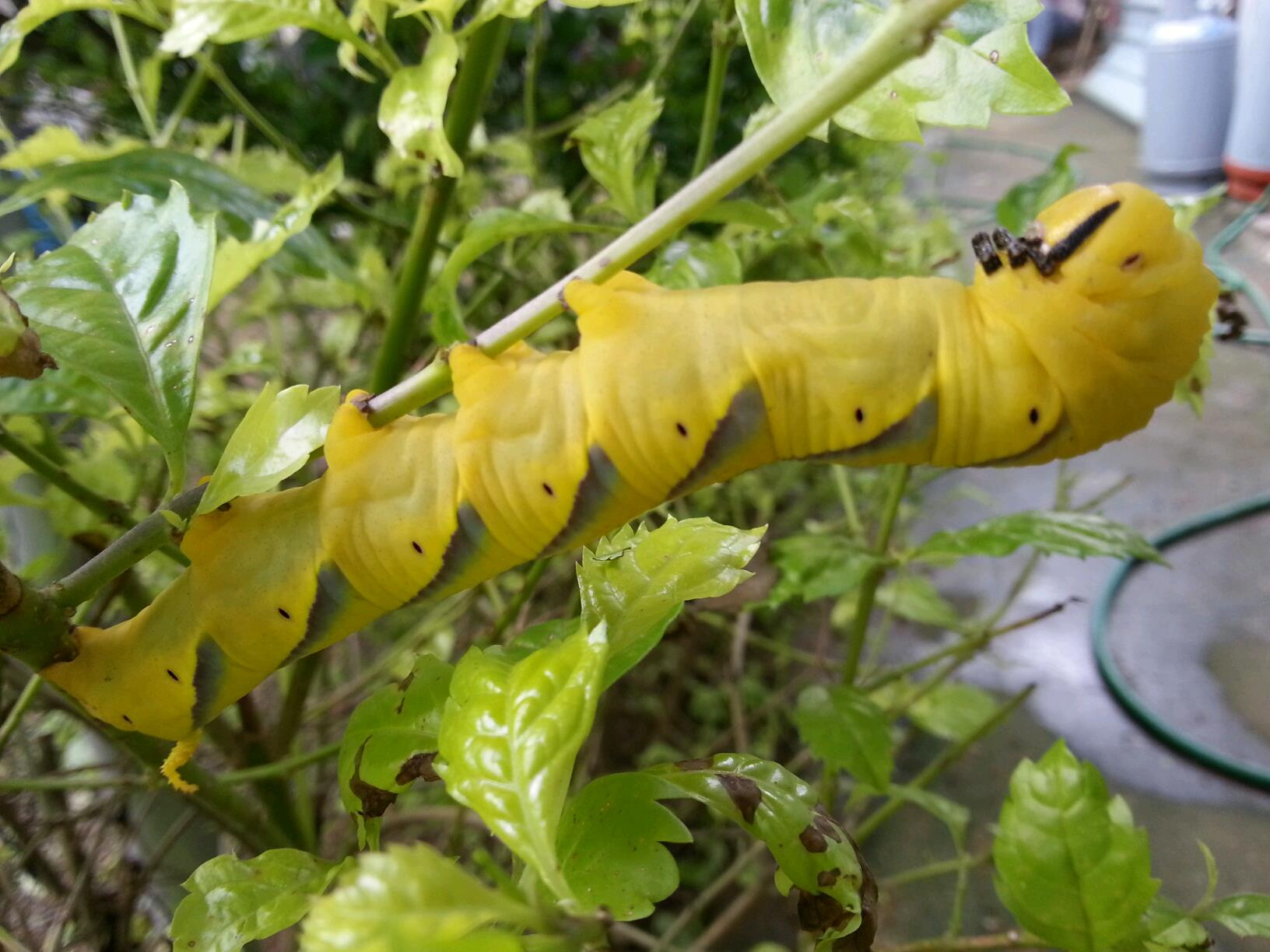
Гусеница последнего возраста

Яйцо зелёного или жёлто-зеленого цвета размером 1,5 × 1,2 мм. Самки откладывают их на нижнюю сторону листьев кормовых растений. Гусеница последнего возраста достигает длины 95—125 мм. Похожа на гусеницу бражника мёртвая голова, но более крупная и яркоокрашенная. Рог на конце тела изогнут в виде буквы «S», зернистый и шершавый. Гусеницы являются полифагами и могут питаться многими видами растений из нескольких семейств. Питаются преимущественно на растениях из семейства паслёновые (Solanaceae). Также могут питаться на следующих травянистых и кустарниковых растениях: вербеновых, бобовых, маслиновых, бигнониевых, яснотковых, эритрине, жасмине, тике, батате, Clerodendrum kaempferi и Erythrina speciosa. Куколка гладкая и блестящая. Её длина составляет 57—87 мм, а ширина 14 мм. Обычно располагается в почве внутри ломкого земляного кокона.